# Heard Museum

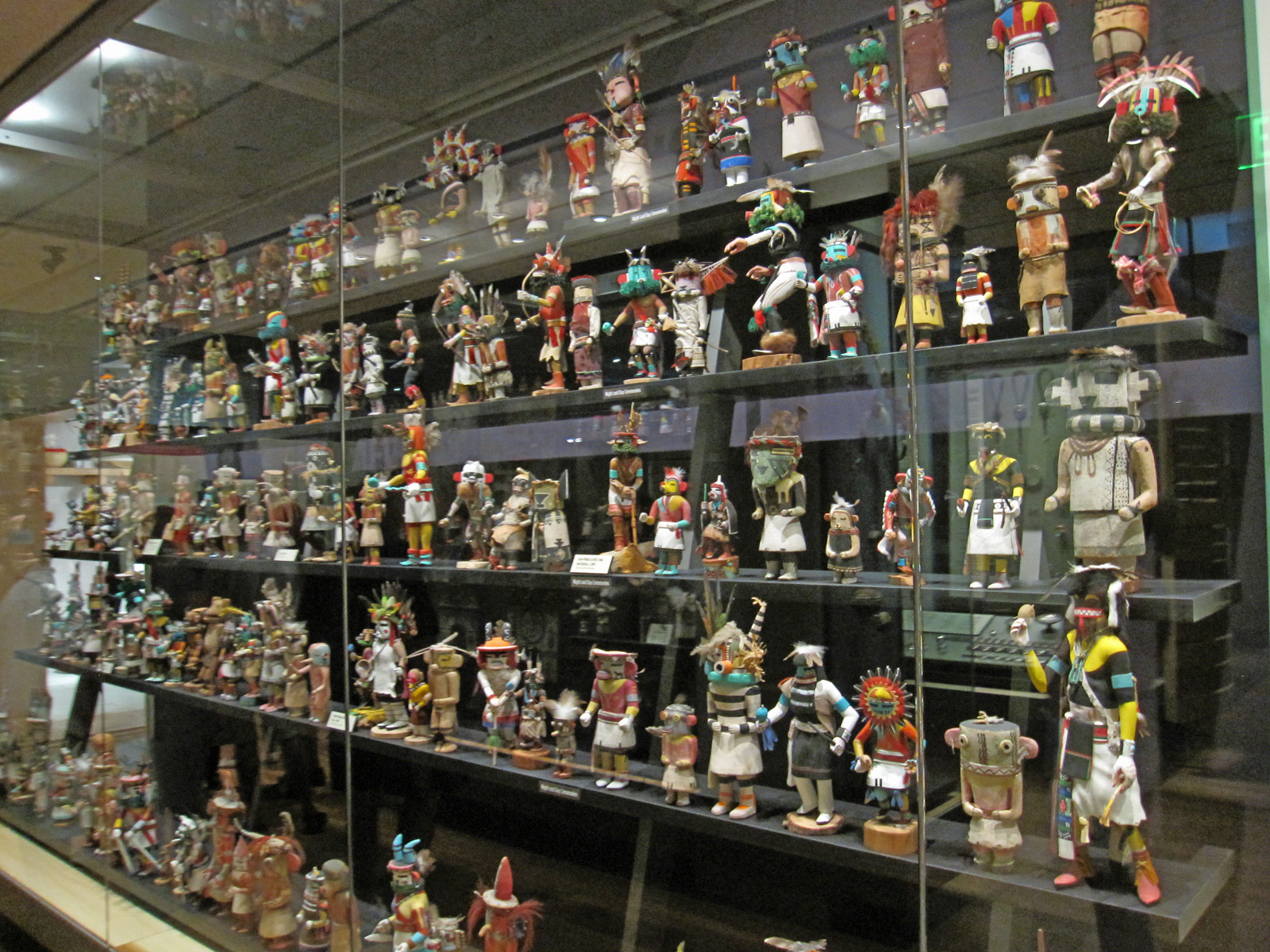
La collection de poupées Kachina du Heard Museum

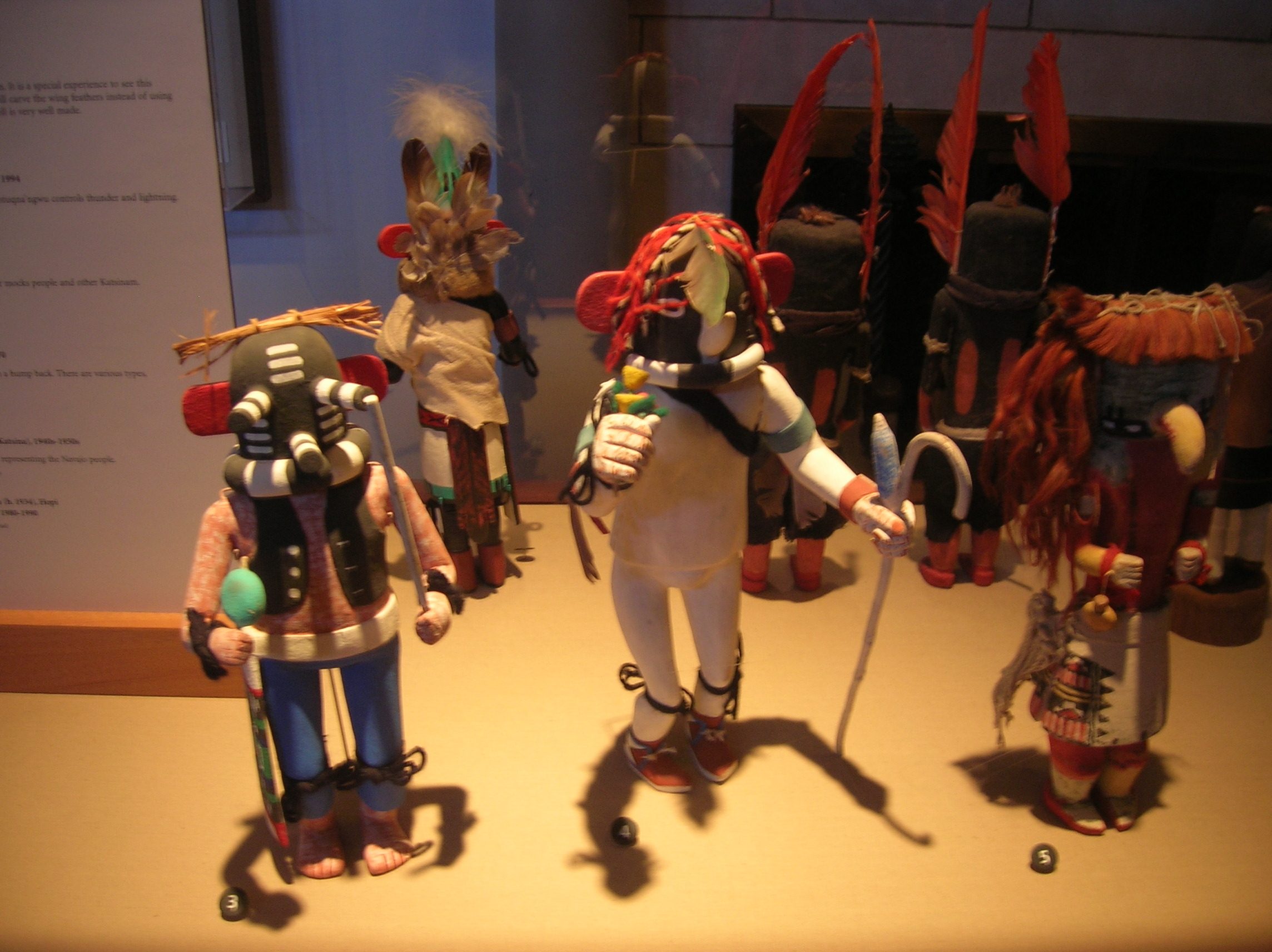
Poupées Kachina

Le Heard Museum est un musée de Phoenix, aux États-Unis, consacré aux cultures nord-amérindiennes, particulièrement celles des peuples autochtones de l'Arizona et du Plateau du Colorado. Il a été fondé en 1929 par Dwight B. et Maie Bartlett, sur la base de leur collection personnelle d'art.

Les collections du Heard Museum :
Plus de 40 000 objets sont exposés dans 12 galeries.
- collection Mareen Allen Nichols contenant 260 pièces de bijoux contemporains.
- collection Barry Goldwater de 437 poupées historiques Hopi Kachina
- Peintures, sculptures, photographies, vidéos.